# Іан Вайброу
Іан Вайброу (англ. Ian Whybrow) (нар. 3 травня 1941 р., м. Гіллендхем, графство Кент) — відомий сучасний британський дитячий письменник, автор більше 110 книжок для дітей, що перекладені 27 мовами і видані в 28 країнах. Його книги відомі своїм гумором і варіюються від ілюстрованих книг-романів до оповідань та поезії. 

## Життєпис
Народився у містечку Гіллендхем, графстві Кент. Почав свою професійну кар'єру у віці 10 років з того, що продав в місцеву газету вірш про мертву кішку в коробці. З цього часу постійно пише вірші, пісні, п'єси, мюзикли, повісті та скетчі для радіо і телебачення. Працював учителем англійської мови у школі, але згодом відмовився від викладання.  
Перша дитяча книжка Вайброу «Історії про Сніфа» (The Sniff Stories) була опублікована у 1989 році. Тоді газета «The Times» оголосила про появу справжнього таланту. З того часу написав близько 110 книжок для дітей — від віршів і оповідань до романів. Один з найпопулярніших героїв книг Вайброу — Малий Вовчик (англ. The Little Wolf). Повісті про пригоди Малого Вовчика перекладені більш ніж 12-ма мовами. Особливим успіхом користується серія книжок з малюнками «Гаррі з повним відром динозаврів» (Harry and the Bucketful of Dinosaurs). Окремі книги стали основою для мультсеріалів.
Одружений, має дві доньки. Живе в Герроу. 

## Українські переклади
Цикл «Малий Вовчик»
- «Капосна книжка Малого Вовчика» (Видавництво Старого Лева – 2012, англ. The Little Wolf's Book of Badness, illustrated by Tony Ross)
- «Геройська книжка Малого Вовчика» (Видавництво Старого Лева – 2012, англ. The Little Wolf's Diary of Daring Deeds, illustrated by Tony Ross)
- «Школа привидознавства Малого Вовчика» (Видавництво Старого Лева – 2013, англ. The Little Wolf's Haunted Hall for Small Horrors, illustrated by Tony Ross)
- Little Wolf’s Postbag (illustrated by Tony Ross) (2000)
- «Малий Вовчик — лісовий детектив» (Видавництво Старого Лева – 2013, англ. The Little Wolf — Forest Detective, illustrated by Tony Ross)
- Dear Little Wolf (illustrated by Tony Ross) (2002)
- Little Wolf’s Handy Book of Poems (illustrated by Tony Ross) (2002)
- «Малий Вовчик — отаман зграї» (Видавництво Старого Лева – 2017, англ. Little Wolf, Pack Leader, illustrated by Tony Ross)
- Little Wolf’s Big Book of Spooks and Clues (illustrated by Tony Ross) (2002)
- «Піратська книга Малого Вовчика» (Видавництво Старого Лева – 2014, англ. Little Wolf, Terror of the Shivery Sea, illustrated by Tony Ross)
- What’s the Time, Little Wolf? (illustrated by Tony Ross) (2006)

Видання про пригоди Малого Вовчика українською мовою побачили світ у «Видавництві Старого Лева» з ілюстраціями британського художника Тоні Росса. Переклад Ореста Стадника та Віктора Морозова.

### Рецензії
- Малий Вовчик — майже Супермен [Архівовано 19 грудня 2016 у Wayback Machine.] (sumno.com, 01.02.2013)
- В. Чернишенко. Пластування для вовчиків [Архівовано 14 квітня 2016 у Wayback Machine.] («ЛітАкцент», 28.02.2013)
- Н. Білецька.«Покладайся на свої тваринні інстинкти» [Архівовано 13 липня 2016 у Wayback Machine.]  («Видавництво Старого Лева», 22.04.2014)
- Н. Білецька. Малий Вовчик проти Крутихвоста [Архівовано 9 липня 2016 у Wayback Machine.] («Видавництво Старого Лева», 04.07.2014)
- Н. Білецька. Йо-хо-хо і плямка рому [Архівовано 30 липня 2016 у Wayback Machine.] («Видавництво Старого Лева», 22.07.2014)